# Bodyguard (Fernsehserie)
Bodyguard ist eine sechsteilige britische Politthriller-Fernsehserie von 2018. Schöpfer und Drehbuchautor ist Jed Mercurio (Line of Duty), die Hauptrollen werden von Richard Madden und Keeley Hawes verkörpert. Sie handelt von einem jungen Mann, der als Personenschützer der britischen Innenministerin arbeitet.

## Handlung
Der traumatisierte Kriegsveteran David Budd ist Polizist beim Londoner Metropolitan Police Service. Auf einer Privatreise kann er einen islamistischen Selbstmordanschlag in einem Zug nach London-Euston verhindern und wird daraufhin zum Personenschützer der Innenministerin Julia Montague befördert.
Die Konservative Montague versucht das neue Sicherheitsgesetz RIPA-18 durchzusetzen, das Kompetenzen von der Polizei auf den Inlandsgeheimdienst übertragen soll. Immer deutlicher werden ihre Ambitionen, Premierministerin zu werden. Dabei erfährt sie Unterstützung vom Geheimdienst, der ihr belastendes Material über politische Konkurrenten und Gegner zuspielt.
Diese Nähe zum Geheimdienst sieht insbesondere Anne Sampson kritisch, die Leiterin der Antiterroreinheit der Londoner Polizei. Im resultierenden Kompetenzgerangel kann ein Anschlag auf eine Schule nur knapp verhindert werden. Zu seinem Schutz kommt Budd, dessen zwei Kinder dort unterrichtet werden, zusammen mit seiner entfremdeten Frau Vicky und den Kindern zwischenzeitlich in einer gesicherten Wohnung unter.
Doch auch Montague selbst wird Ziel zweier Anschläge. Dem ersten entgeht sie dank Budd und in der Folge beginnen sie eine Affäre. Dem zweiten Anschlag fällt sie aber zum Opfer. Überwältigt von Schuldgefühlen versucht Budd sich das Leben zu nehmen. Der Versuch scheitert, stattdessen stößt er auf Rätsel. Insbesondere Montagues verschlüsselte Geheimdienstakten lassen Budd mehr und mehr an eine Verschwörung innerhalb der Sicherheitsdienste glauben.
Währenddessen rückt Budd selbst ins Zentrum der Ermittlungen, als seine Verbindungen zum ersten Attentäter von Montague bekannt werden. Er ermittelt daraufhin auf eigene Faust und stößt – verfolgt vom Geheimdienst – auf eine Verbindung zum organisierten Verbrechen. Doch er wird niedergeschlagen und wacht mit angelegter Sprengstoffweste wieder auf. Die Polizei ist nunmehr von seiner Beteiligung überzeugt. Mit einer List kann Budd sich retten.
Letztlich kann er die Spur bis zu seiner Vorgesetzten Lorraine Craddock verfolgen, die Insiderinformationen verkauft hat und ihn zum Sündenbock machen wollte. Ein Geflecht aus organisierter Kriminalität sowie eine islamistische Zelle verübten dann teils mit-, teils nebeneinander die verschiedenen Attentate. Die Verantwortlichen werden gefasst, Budd begibt sich in psychologische Behandlung und findet so zurück zu seiner Familie.

## Besetzung und Synchronisation
Die deutschsprachige Synchronisation entstand nach einem Dialogbuch von Claudia Heuer und unter der Dialogregie von Marion von Stengel im Auftrag der Hamburger Synchron. Für die Fernsehausstrahlung wurde Richard Madden mit dessen Stammsprecher Stefan Günther neu synchronisiert.
| Figur               | Darsteller             | Deutscher Sprecher                     |
| ------------------- | ---------------------- | -------------------------------------- |
| David Budd          | Richard Madden         | Jacob Weigert (Netflix) Stefan Günther |
| Julia Montague      | Keeley Hawes           | Marion von Stengel                     |
| Vicky Budd          | Sophie Rundle          | Kaya Marie Möller                      |
| Mike Travis         | Vincent Franklin       | Holger Mahlich                         |
| Anne Sampson        | Gina McKee             | Marion Martienzen                      |
| Deepak Sharma       | Ash Tandon             | Jonas Minthe                           |
| Lorraine Craddock   | Pippa Haywood          | Karin Buchholz                         |
| Stephen Hunter-Dunn | Stuart Bowman          | Erik Schäffler                         |
| Tom Fenton          | Richard Riddell        | Jesse Grimm                            |
| Rob MacDonald       | Paul Ready             | Sascha Draeger                         |
| Roger Penhaligon    | Nicholas Gleaves       | Stephan Benson                         |
| Kim Knowles         | Claire-Louise Cordwell | Simona Pahl                            |
| Chanel Dyson        | Stephanie Hyam         | Josephine Schmidt                      |
| Tahir Mahmood       | Shubham Saraf          | Robert Kotulla                         |
| Louise Rayburn      | Nina Toussaint-White   | Neda Rahmanian                         |
| Andy Apsted         | Tom Brooke             | Nils Rieke                             |
| Longcross           | Michael Shaeffer       | Nicolas König                          |
| Nadia Ali           | Anjli Mohindra         | Franziska Herrmann                     |

## Veröffentlichung
Die Serie wurde ab dem 26. August 2018 im Wochenrhythmus auf BBC One ausgestrahlt und auf Deutsch am 24. Oktober 2018 bei Netflix veröffentlicht. Vom 1. Februar 2021 an strahlte das ZDF Bodyguard in der Late Prime aus, umgeschnitten in drei Teile; im Anschluss erfolgte eine Heimkino-Veröffentlichung bei Pandastorm Pictures.

## Kritik
Das Lexikon des Internationalen Films vergab der Serie vier von fünf möglichen Sternen, lobte sie als „erzählerisch souverän“ und sah „ein hochspannendes Politthriller-Szenario, das von vielschichtigen Charakteren getragen wird“.
In der Süddeutschen Zeitung urteilte Luise Checchin über die Serie, dass ihre Handlung zwar „in weiten Teilen hanebüchen“ sei, sie jedoch „unheimlich dicht erzählt“ und spannend auf eine Weise sei, die „beinahe altmodisch anmutet“. Sie vermeide „viele der Klischees, die das Action-Genre häufig so altbacken wirken lassen“, auch das Bild der Islamisten sei „differenzierter als es anfangs scheint“. Das Finale der Serie sei spannender als die letzten drei James-Bond-Filme zusammen.

## Auszeichnungen
Die Serie wurde für zwei Primetime Emmys nominiert, gewann 14 Filmpreise und wurde für 28 weitere nominiert.